# Pośrednia Magura

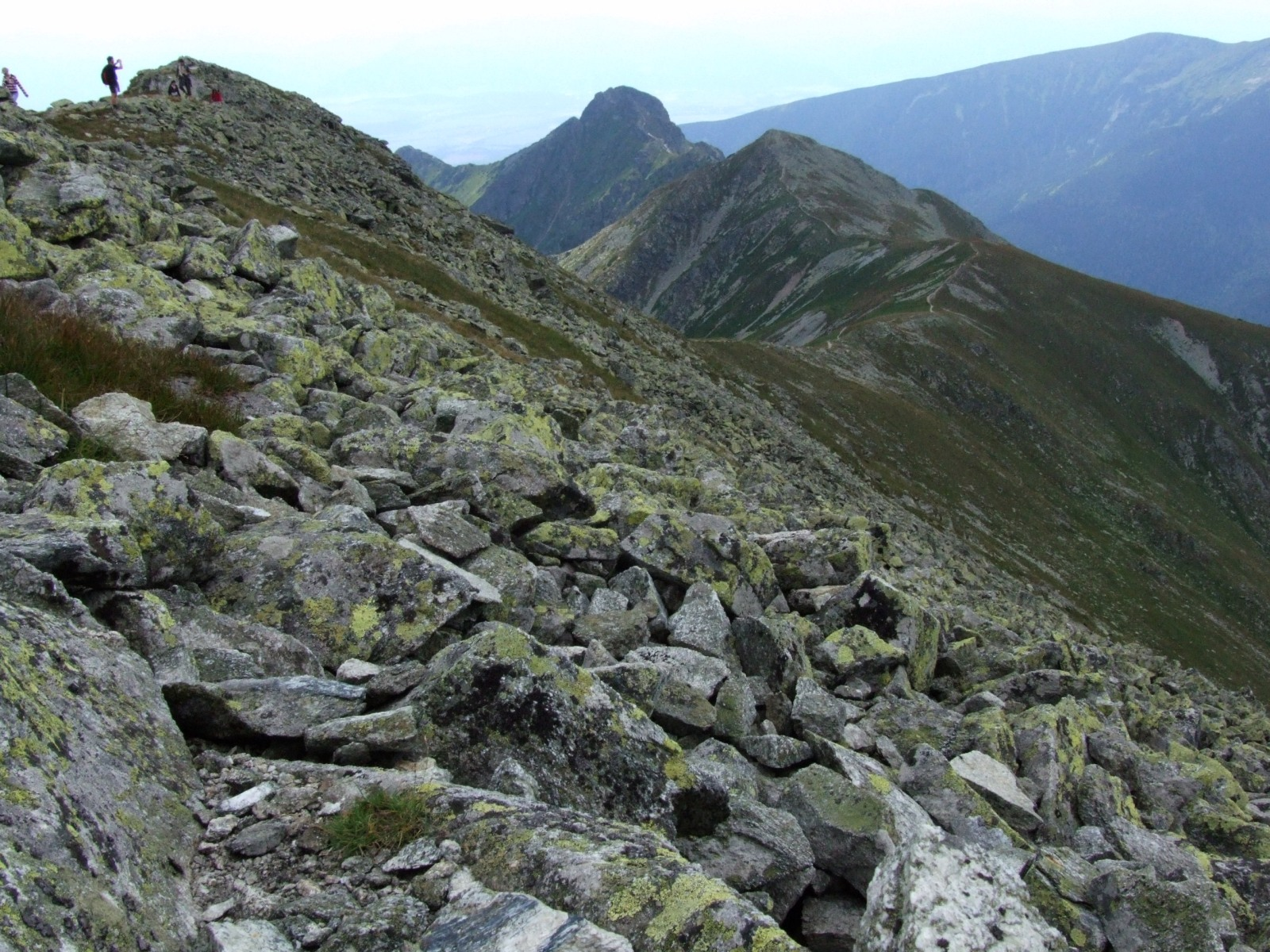
Od lewej: Raczkowa Czuba, Wyżnia Magura, Pośrednia Magura

Pośrednia Magura (słow. Prostredná Magura) lub Wyżnie Otargańce (słow. Ostredok) – szczyt o wysokości 2050 m n.p.m. w słowackich Tatrach Zachodnich w grani Otargańców oddzielających Dolinę Raczkową od Doliny Jamnickiej. Znajduje się w tej grani pomiędzy Niżnią Magurą (1920 m) a Wyżnią Magurą (2095 m), od której oddzielona jest Rysią Przełęczą. Nazwę Pośrednia Magura podaje Mapa Tatr Zachodnich słowackich i polskich, Józef Nyka w swoim przewodniku Tatry Słowackie używa nazwy Wyżnie Otargańce. Pośrednia Magura podobnie jak cały masyw Otargańców zbudowana jest z granodiorytów rohackich. Ma skalisty wierzchołek, a grań w kierunku Wyżniej Magury jest odcinkami skalista i przecięta ukośnym rowem grzbietowym. Spod Rysiej Przełęczy od strony Doliny Raczkowej opada lej Wyżniej Kotliny, w którym dość często pojawiają się kozice.
Słowo magura występuje w języku rumuńskim i słowackim i oznacza górę, szczyt, wzgórze, ale czasami także polanę, las, osiedle. Rozpowszechnione zostało w nazewnictwie Karpat przez pasterski lud Wołochów. Istnieje więcej gór o nazwie Magura.
Z Pośredniej Magury, podobnie jak z całej grani Otargańców, szczególnie dobre widoki na Barańce, Smrek, Rohacze, Starorobociański Wierch i grań Bystrej. Szlak prowadzący granią Otargańców nie sprawia trudności technicznych, jest jednak dość wyczerpujący ze względu na dużą liczbę podejść (suma wzniesień 1440 m).

## Szlaki turystyczne
– niebieski szlak z autokempingu „Raczkowa” dnem Doliny Wąskiej na Niżnią Łąkę, potem zielony biegnący granią Otargańców.
- Czas przejścia z autokempingu na Niżnią Łąkę: 30 min w obie strony
- Czas przejścia z Niżniej Łąki na Jarząbczy Wierch: 4:10 h, ↓ 3:15 h